# Shin Viaduct
Der Shin (Railway) Viaduct, auch Oykel Viaduct, ist eine Eisenbahnbrücke in der schottischen Ortschaft Invershin in der Council Area Highland. 1971 wurde die Brücke in die schottischen Denkmallisten in der höchsten Denkmalkategorie A aufgenommen.

## Geschichte
Nach über vierjähriger Bauzeit wurde 1864 die Inverness and Ross-shire Railway zwischen Inverness und Ardgay fertiggestellt. Die Sutherland Railway erwirkte daraufhin die Genehmigung zur Weiterführung der Strecke. Aus finanziellen Gründen wurde die neue Bahnstrecke nur bis Golspie geführt und 1868 eröffnet. Als abermalige Weiterführung wurde bei 1871 die Duke of Sutherland’s Railway bis Helmsdale eingerichtet. Ab Helmsdale wurde bis 1874 dann die Sutherland and Caithness Railway bis Wick beziehungsweise Thurso gelegt. Später zur Highland Railway fusioniert, bilden die vier Strecken heute die Far North Line.
Bauherr des Shin Viaducts war die Sutherland Railway. Sie betraute Joseph Mitchell und ihren leitenden Ingenieur Murdoch Paterson mit der Planung der Streckenführung und der Verkehrsbauwerke. Der Shin Viaduct wurde 1867 errichtet und mit der Streckenöffnung am 13. April 1868 freigegeben. 1913 wurde ihr Fachwerk verstärkt. In den 1990er Jahren wurde ein entlang der Westflanke geführter Fußgängerüberweg ergänzt.

## Beschreibung
Der Shin Viaduct überspannt den Kyle of Sutherland sowie die A836 zwischen den Ortschaften Invershin und Culrain rund fünf Kilometer nordwestlich dessen Mündung in den Dornoch Firth. Der 70,1 Meter lange Zentralkörper ist als gusseiserner Gitterträger mit – für Brücken in Schottland ungewöhnlich – obenliegender Trasse ausgeführt, der sich durch zusätzliche Ständer in zehn Felder gliedert. Hierbei handelt es sich um die längste Fachwerkbrücke Mitchells, die nochmals rund sechs Meter länger ist als sein 1863 eröffneter Dalguise Viaduct. An beiden Seiten schließen sich Vorlandbögen an, drei an der Nord- und zwei an der Südseite. Ihre ausgemauerten Rundbögen weisen Spannen von 9,1 Metern auf. Ihr Mauerwerk besteht aus Werksteinquadern, die zu einem Schichtenmauerwerk aufgemauert wurden. Abschließend sind begrenzende Steinbrüstungen entlang der Trasse geführt. An der Nordseite ist eine polierte Granitplatte eingesetzt, die an den Brückenbau und dessen Förderer erinnert („Erected 1867 by The Sutherland Railway Co. mainly promoted by George Granville William Third Duke and Twenty-first Earl of Sutherland“).

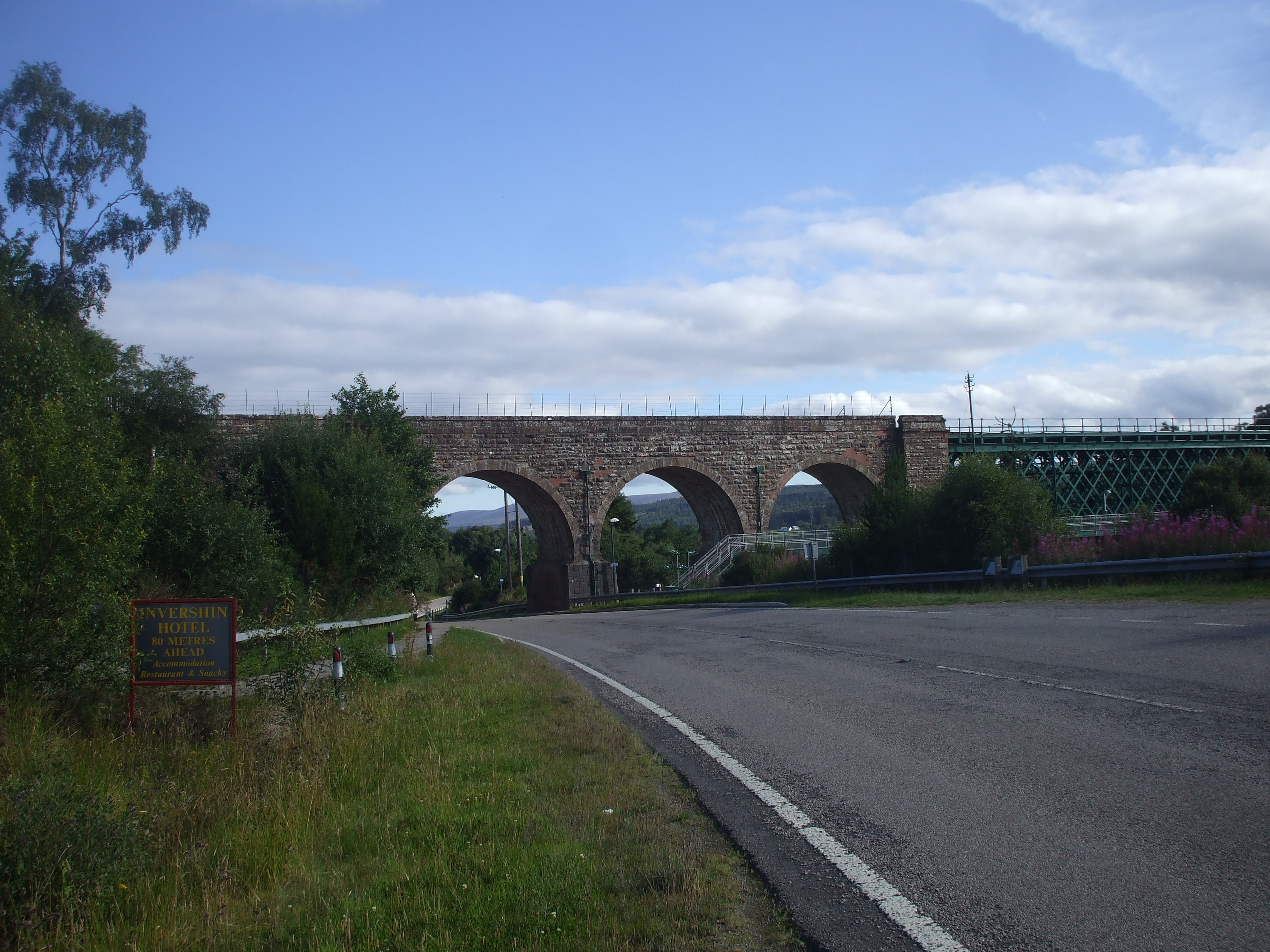
Vorlandbögen an der Nordseite mit Unterführung der A836
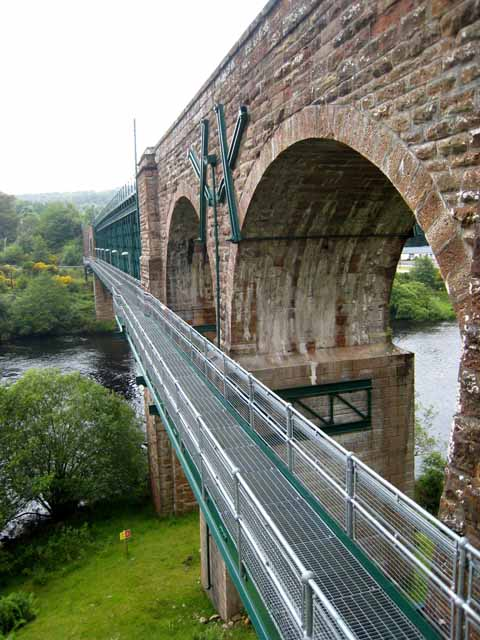
Fußgängerüberweg an der Westflanke
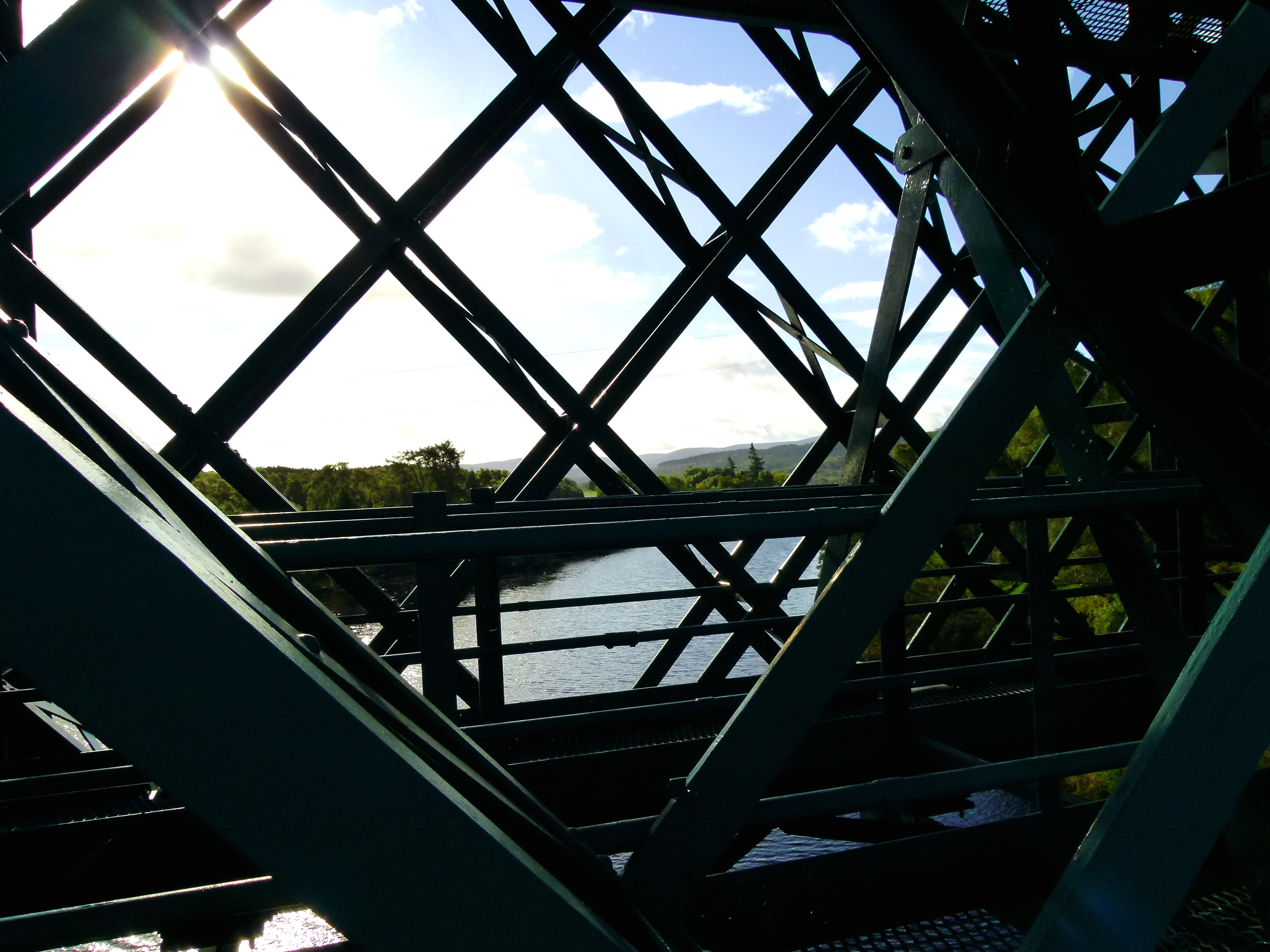
Blick durch das Fachwerk